# Haut-Intyamon
Haut-Intyamon – gmina (fr. commune; niem. Gemeinde) w Szwajcarii, w kantonie Fryburg, w okręgu Gruyère. Leży w dolinie Intyamon. Powstała 1 stycznia 2002 z połączenia gmin Albeuve, Lessoc, Montbovon i Neirivue.

## Demografia
W Haut-Intyamon mieszkają 1664 osoby. W 2020 roku 17% populacji gminy stanowiły osoby urodzone poza Szwajcarią.

## Transport
Przez teren gminy przebiega droga główna nr 190.